# Sân bay Ouallam
Sân bay Ouallam (ICAO: DRRU) là một sân bay ở Ouallam, Niger.